# Wendich
Der Wendich (Calepina irregularis) ist die einzige Art der Pflanzengattung Calepina in der Familie der Kreuzblütengewächse (Brassicaceae). 

## Beschreibung

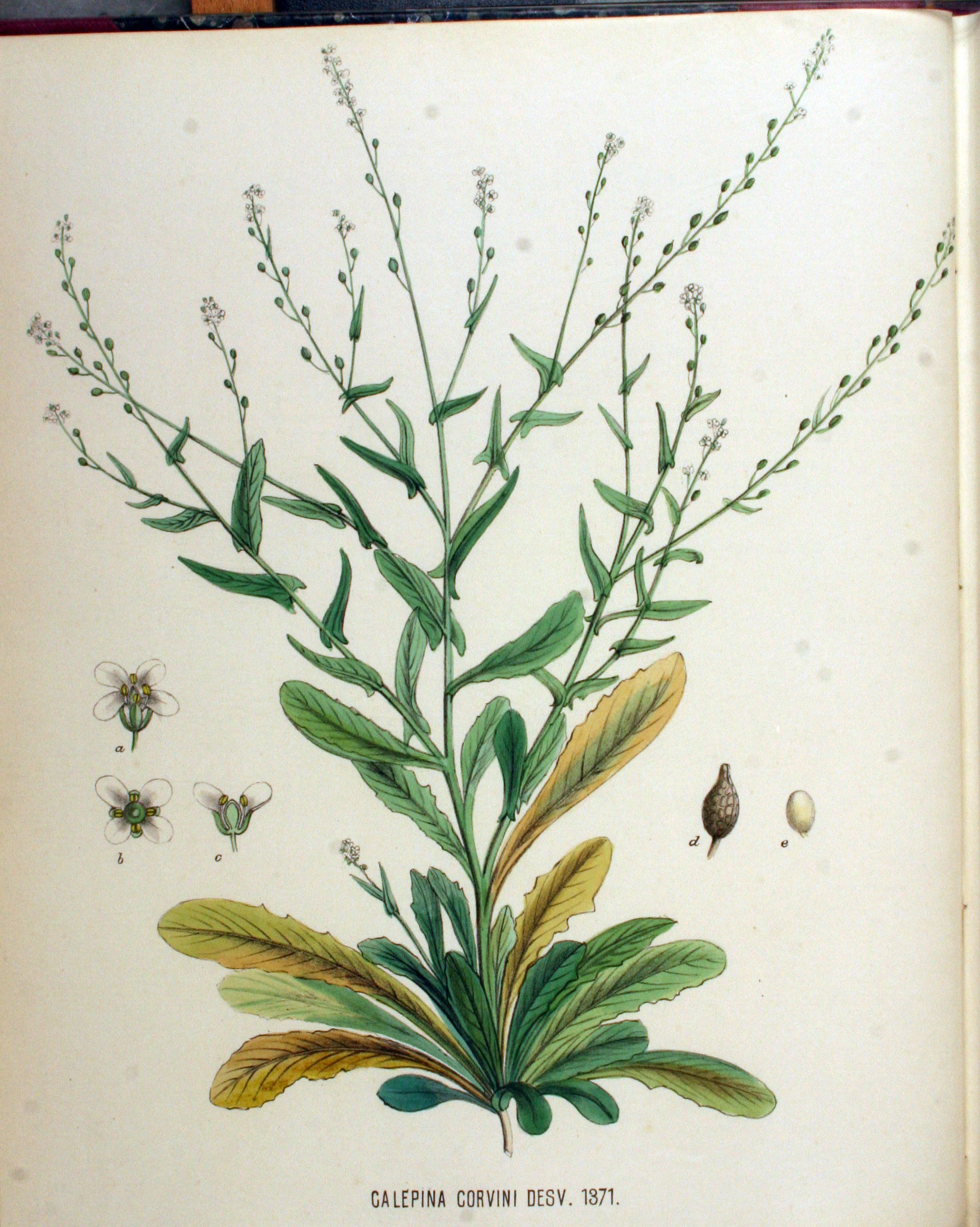
Illustration aus Flora Batava, Volume 18

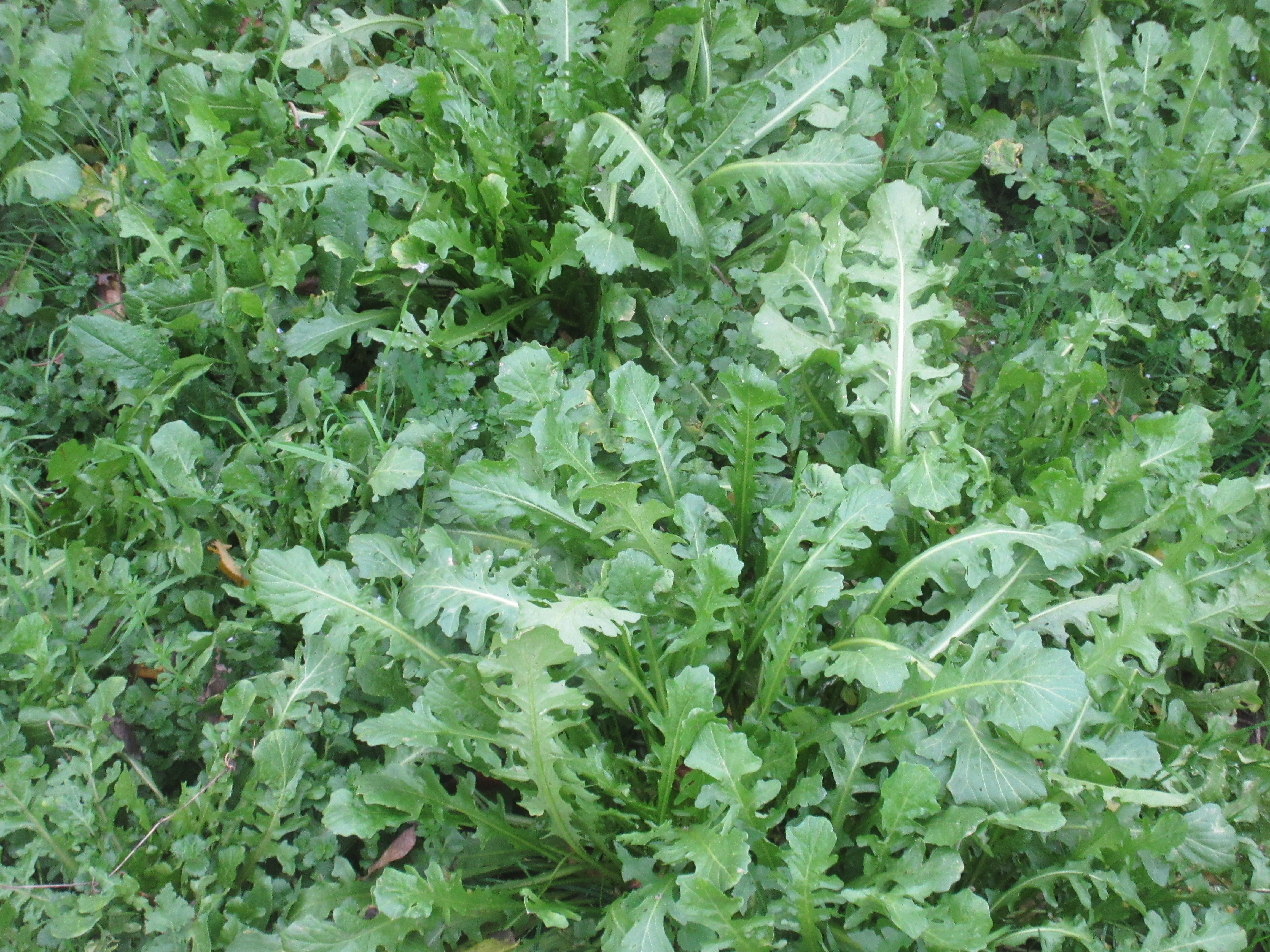
Laubblätter

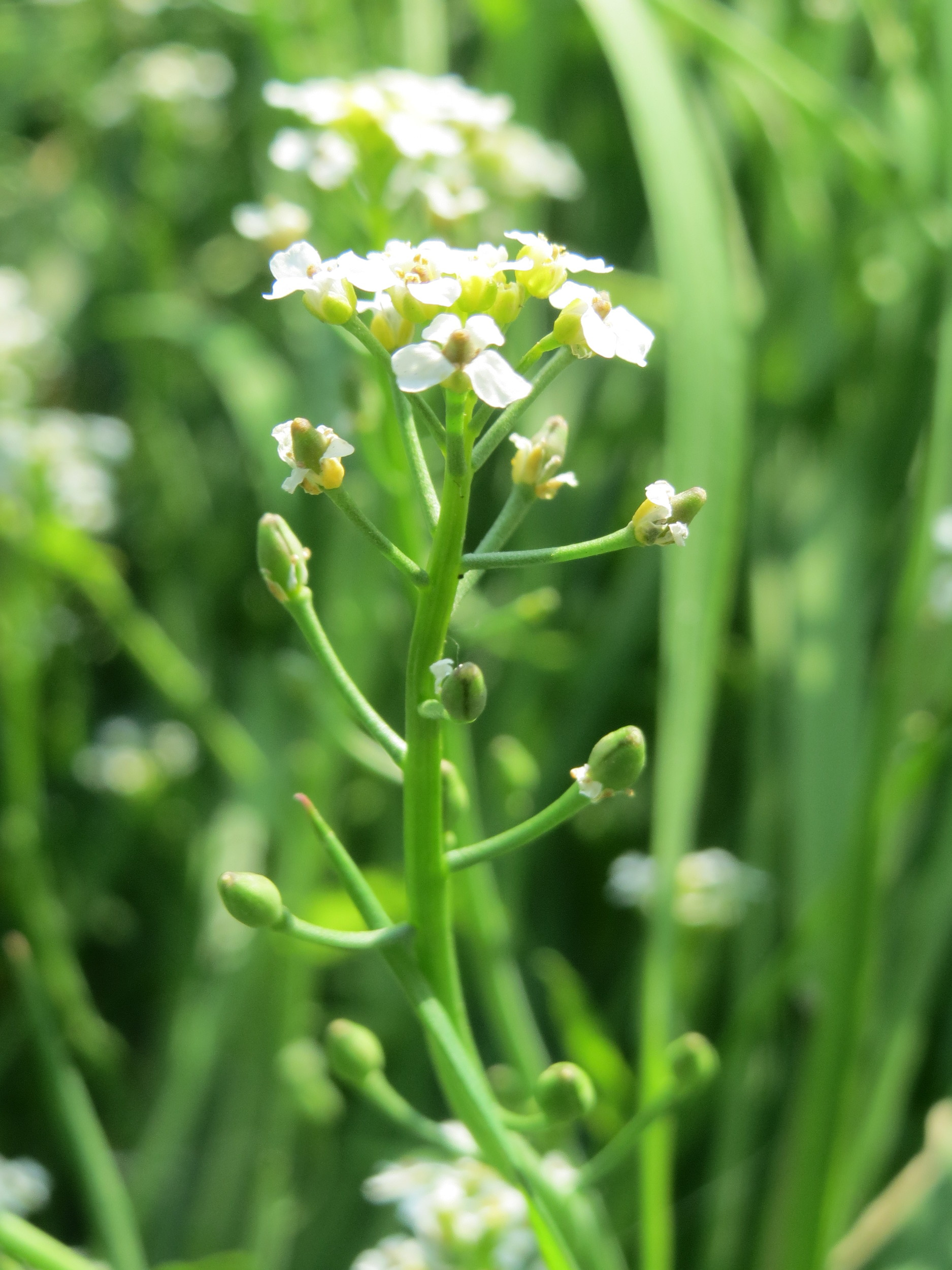
Blütenstand

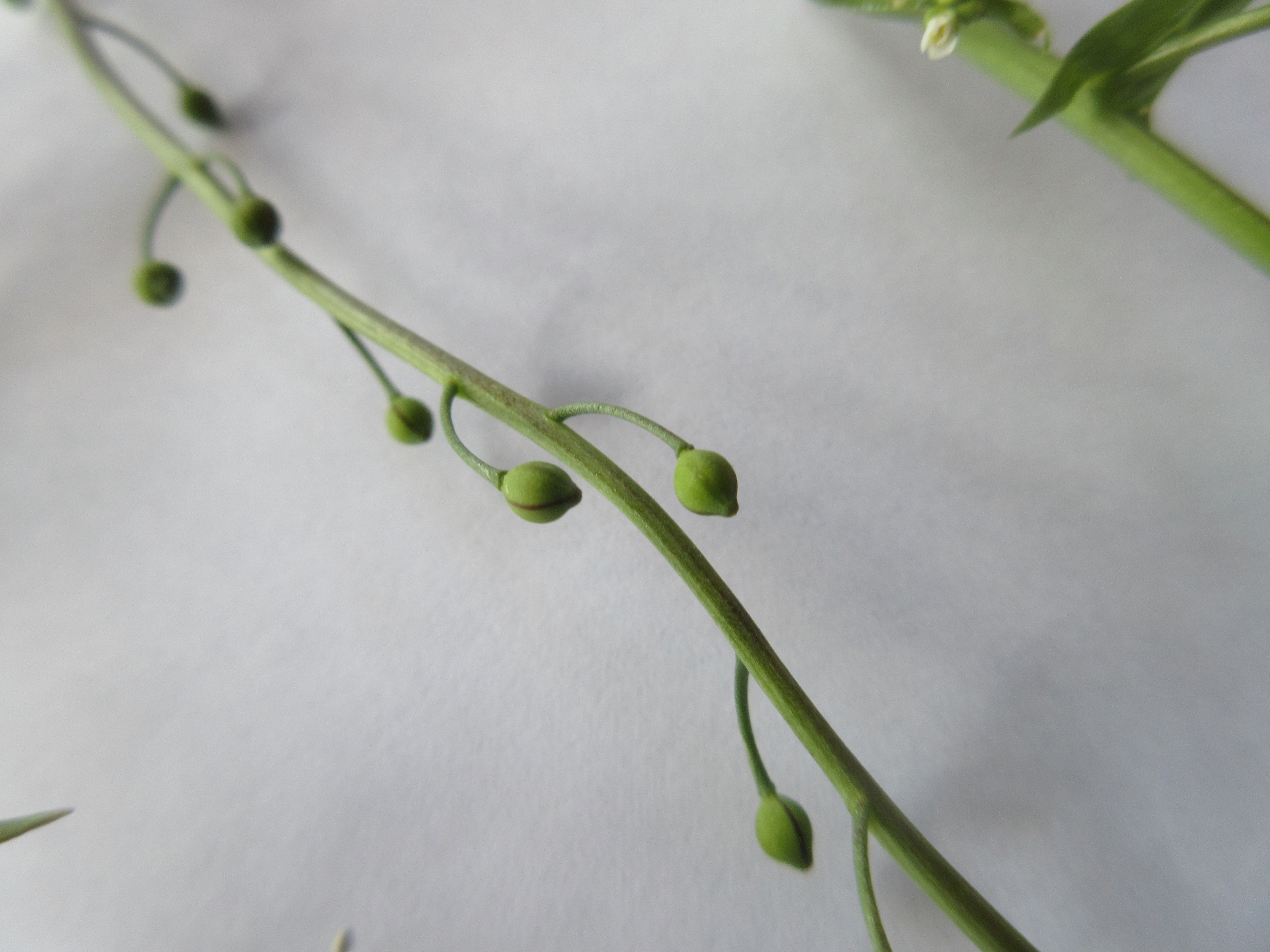
Junge Früchte

### Erscheinungsbild und Laubblatt
Der Wendich wächst als einjährige oder überwinternd einjährige krautige Pflanze und erreicht Wuchshöhen von 15 bis 80 Zentimetern. Die niederliegenden, bogig aufsteigenden bis aufrechten Stängel verzweigen sich am Grunde stark oder sind unverzweigt.  
Die Laubblätter sind in grundständigen Rosetten und außerdem wechselständig am Stängel verteilt angeordnet. Die Grundblätter besitzen einen meist 1 bis 3,5 (0,2 bis 6) Zentimeter langen Blattstiel und ihre bei einer Länge von meist 2 bis 5 (0,8 bis 9) Zentimetern sowie bei einer Länge von 0,3 bis meist 1 bis 3 Zentimetern verkehrt-eiförmige, spatelförmige bis verkehrt-lanzettliche Blattspreite ist am Rand gezähnt bis buchtig oder leierförmig-fiederteilig mit größerem eiförmigem oder rundem Endlappen. Die ungestielten Stängelblätter besitzen eine Blattspreite, die bei einer Länge von meist 2 bis 7 (1 bis 8) Zentimetern sowie einer Breite von meist 10 bis 20 (0,4 bis 30) Zentimetern länglich bis lanzettlich, entfernt buchtig gezähnt oder ganzrandig ist. Am Grunde umfassen sie den Stängel mit spitzen Öhrchen. 

### Blütenstand und Blüte
Einige Blüten stehen in einem anfangs schirmtraubigen Blütenstand dicht beisammen, die aufrechte Blütenstandsachse verlängert sich aber bis zur Fruchtreife stark, bis der Blütenstand und Fruchtstand schließlich eine traubige Form besitzt. Die Blütenstiele sind 3 bis 5 Millimeter lang und verlängern sich bis zur Fruchtzeit auf eine Länge von 5 bis 10 Millimeter. 
Die zwittrigen Blüten sind vierzählig. Die vier länglichen oder eiförmigen Kelchblätter sind abstehend oder aufrecht und sind mit ihrer Länge von 1,2 bis 2 Millimeter und ihrer Breite von 0,5 bis 1 Millimeter etwa halb so lang wie die Kronblätter. Die vier freien weißen Kronblätter sind verkehrt-lanzettlich mit gestutzter oder etwas ausgerandeter Spitze; sie sind etwas ungleich lang, zwei sind etwa 2 Millimeter lang, die zwei anderen 2,5 bis 3 Millimeter lang. Das Artepitheton irregularis für unregelmäßig bezieht sich auf diese ungleich großen Blütenkronblätter. Die sechs Staubblätter besitzen 1 bis 1,5 Millimeter lange Staubfäden und etwa 0,3 Millimeter lange, eiförmige Staubbeutel. Das Gynophor des einzelnen Fruchtblattes ist 0,1 bis 0,2 Millimeter lang. Die Narbe ist kopfig.

### Frucht und Samen
Die schlanken, meist 5 bis 10 (3 bis 13) Millimeter langen Fruchtstiele sind gerade abstehend bis aufwärts gebogen. Das geschlossen bleibende nussähnliche Schötchen ist mit einer Länge von 2,5 bis 4 Millimeter und einem Durchmesser von 2 bis 3 Millimeter ei- bis birnenförmig oder ellipsoidisch. Es hat eine kurze Spitze und ist bei der Reife vierrippig und netzartig runzelig. Der Fruchtschnabel ist 0,5 bis 0,8 Millimeter lang. Die Klappen selbst sind netzartig und tragen vier Längsrippen, das Replum ist gerundet und das Septum fehlt. Die braunen, glatten Samen sind bei einer Länge von 1,3 bis 1,6 Millimetern eiförmig.

### Blütezeit und Chromosomenzahl
Die Blütezeit reicht von April bis Juni.
Die Chromosomengrundzahl der Gattung Calepina beträgt x = 7. Es gibt diploide, tetraploide und hexaploide Cytotypen mit Chromosomenzahlen von 2n = 14, 28 oder 42.

## Vorkommen
Das weite Verbreitungsgebiet des Wendich umfasst das ganze Mittelmeergebiet von Nordafrika und Portugal durch Südeuropa bis West- und Mitteleuropa und darüber hinaus in Westasien bis zum Iran und Kaspischen Meer. Der Wendich ist in vielen Teilen der Welt ein Neophyt.
In seinem hauptsächlichen Verbreitungsgebiet gedeiht der Wendich in Pflanzengesellschaften der Klasse Agropyretea. Der Wendich ist in Deutschland eine seltene Art in Weinbergen, in Baumschulen und Ruderalstellen und gedeiht auf nährstoffreichen und trockenen Lehmböden. Er kommt hier nur in den wärmsten Gebieten am Mittel-Rhein und in Baden-Württemberg sowie in Sachsen vor.
Die ökologischen Zeigerwerte nach Landolt & al. 2010 sind in der Schweiz: Feuchtezahl F = 1+ (trocken), Lichtzahl L = 4 (hell), Reaktionszahl R = 4 (neutral bis basisch), Temperaturzahl T = 4+ (warm-kollin), Nährstoffzahl N = 4 (nährstoffreich), Kontinentalitätszahl K = 4 (subkontinental), Salztoleranz 1 (salztolerant).

## Systematik
Die Erstveröffentlichung dieser Art erfolgte 1779 unter Myagrum irregulare durch Ignacio de Asso. Die Art wurde 1905 von Albert Thellung in die Gattung Calepina gestellt. Die Gattung Calepina wurde 1763 durch Michel Adanson aufgestellt. Weitere Synonyme für Calepina irregularis (Asso) Thell. sind: Calepina cochlearioides Dum., Calepina corvini (All.) Desv., Calepina ruellii Bubani, Cochlearia auriculata Lam., Cochlearia lyrata Sm., Crambe corvini All., Laelia cochlearioides (Murray) Pers., Laelia iberioides Pers., Laelia irregularis Samp., Myagrum bursifolium Thuill., Myagrum erucaefolium Vill., Myagrum iberioides Brot. Der Gattungsname Calepina ist von Michel Adanson wahrscheinlich völlig willkürlich neu erfunden worden.
Die Gattung Calepina Adans. gehört zur Tribus Calepineae innerhalb der Familie Brassicaceae.

## Inhaltsstoffe
Die grünen Pflanzenteile enthalten Thiocyanat.